# ミーチャック村虐殺

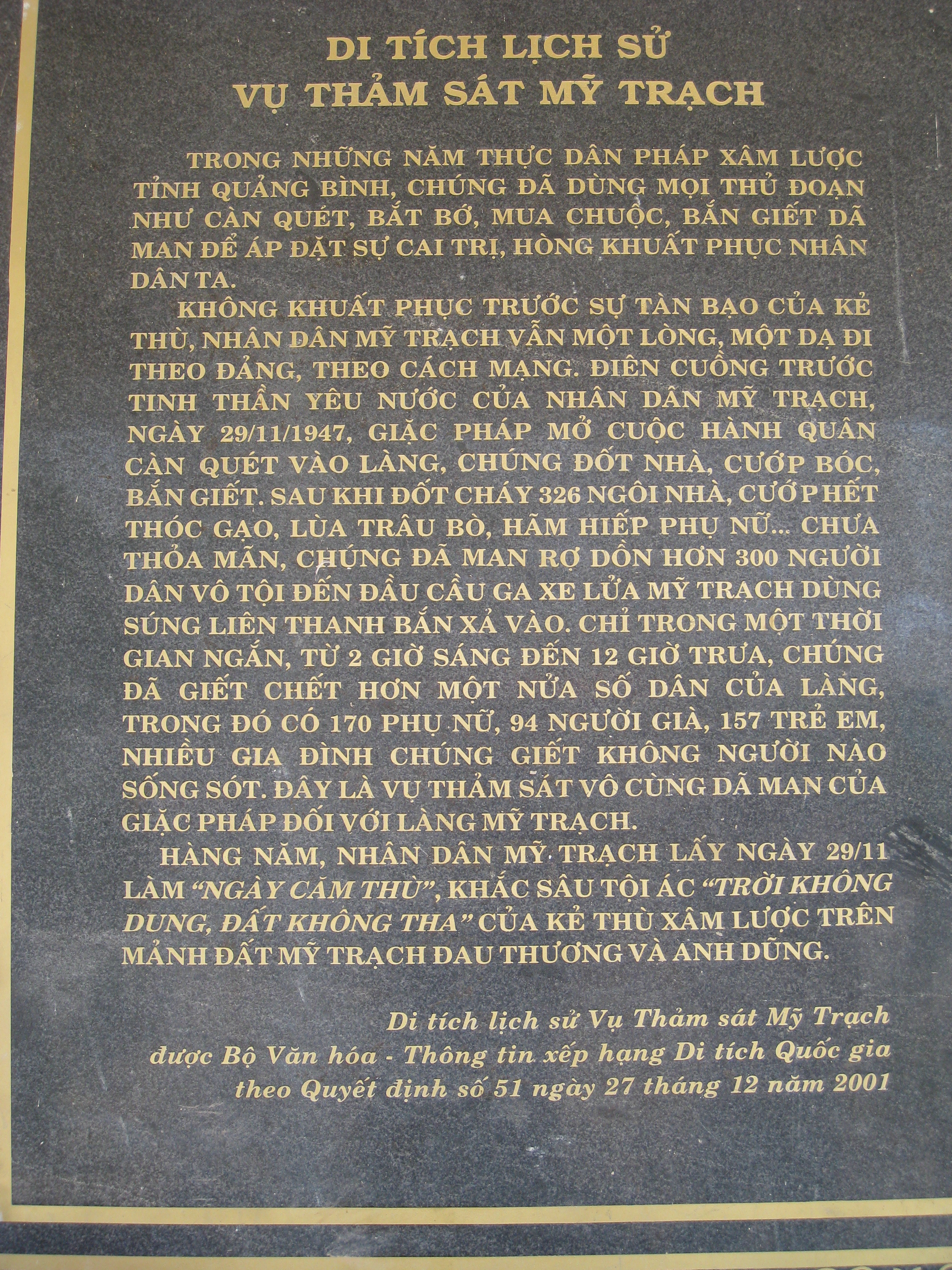
ミーチャック村虐殺の慰霊碑

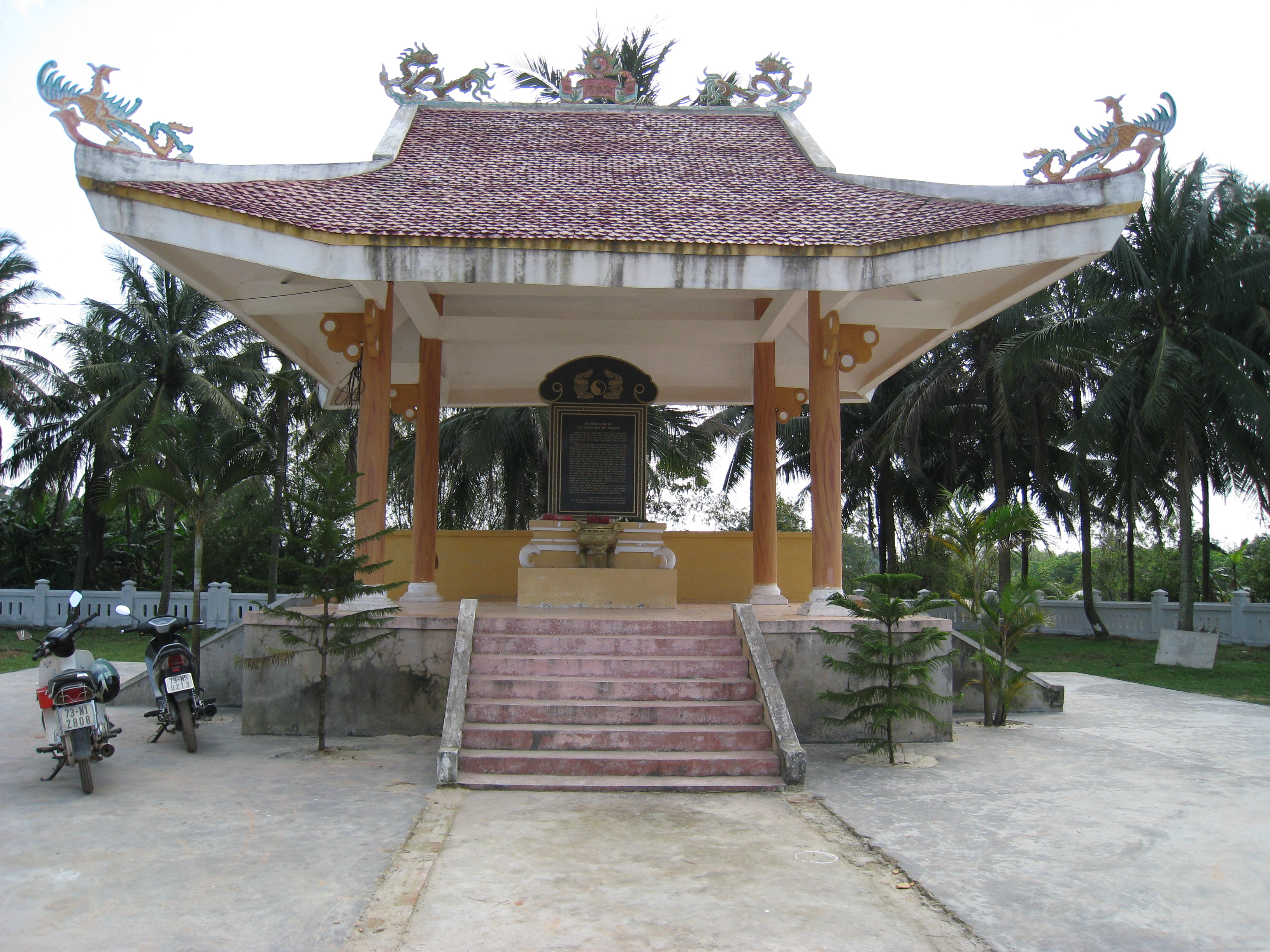
ミーチャック村虐殺の慰霊公園

ミーチャック村虐殺（ミーチャックむらぎゃくさつ、ベトナム：Thảm sát Mỹ Trạch / 慘殺美宅）は、第一次インドシナ戦争において、フランス占領下のベトナム北中部クアンビン省レトゥイ県ミートゥイ社ミーチャック村（Mỹ Trạch）でフランス軍兵士がベトナム民間人を虐殺した事件。

## 概要
1947年11月29日の午後12時から午前2時にかけて、フランス軍はミーチャック村で326軒の家屋を焼き払い、多くの女性を強姦してから虐殺した。犠牲者は300人ほどで、一家皆殺しにされたものが多く、犠牲者のうち170人は女性であり、157人は子供であった。
2001年12月27日にベトナム文化省によって事件現場の記念公園は国立歴史遺産に登録された。